# Auerodendron glaucescens
Auerodendron glaucescens là một loài thực vật có hoa trong họ Táo. Loài này được Urb. mô tả khoa học đầu tiên năm 1924.